# Dewaloka
Dewaloka (sanskryt: "świat bogów") – miejsce przebywania dewów, podzielone wertykalnie na sześć poziomów, usytuowane jednakże poniżej najwyższej sfery, zwanej brahmaloka.
Według nauk zawartych w traktacie Manusmryti okres jaki trwa jeden rok ziemski (12 miesięcy) to zaledwie dwanaście dni dla mieszkańców pitryloki a jeden dzień dla istot przebywających w dewaloce.

## Buddyzm
W buddyzmie mahajana ta idea z mitologii indyjskiej zmieniła nieco znaczenie i symbolizuje najwyższy stopień doskonałości duchowej.